# Antonio Vanegas Arroyo
Antonio Vanegas Arroyo (* 1852 in Puebla; † 14. März 1917 in Mexiko-Stadt) war ein mexikanischer Verleger und Pionier in der Journalistik, der nicht zuletzt durch die intensive Zusammenarbeit mit Manuel Manilla und José Guadalupe Posada große Bedeutung für die Entwicklung der mexikanischen Kunst zur Zeit der Revolution erlangte.

## Leben
Arroyo wurde 1852 in Puebla geboren. 1867 zog er nach Mexiko-Stadt und eröffnete eine Buchbinderei in der Calle Perpetua No. 8. Mit dem Künstler José Guadalupe Posada und dem Poeten Constancio S. Suárez schuf er mehrere Veröffentlichungen, die im ganzen Land Beachtung fanden.